# Kobylarzowy Żleb

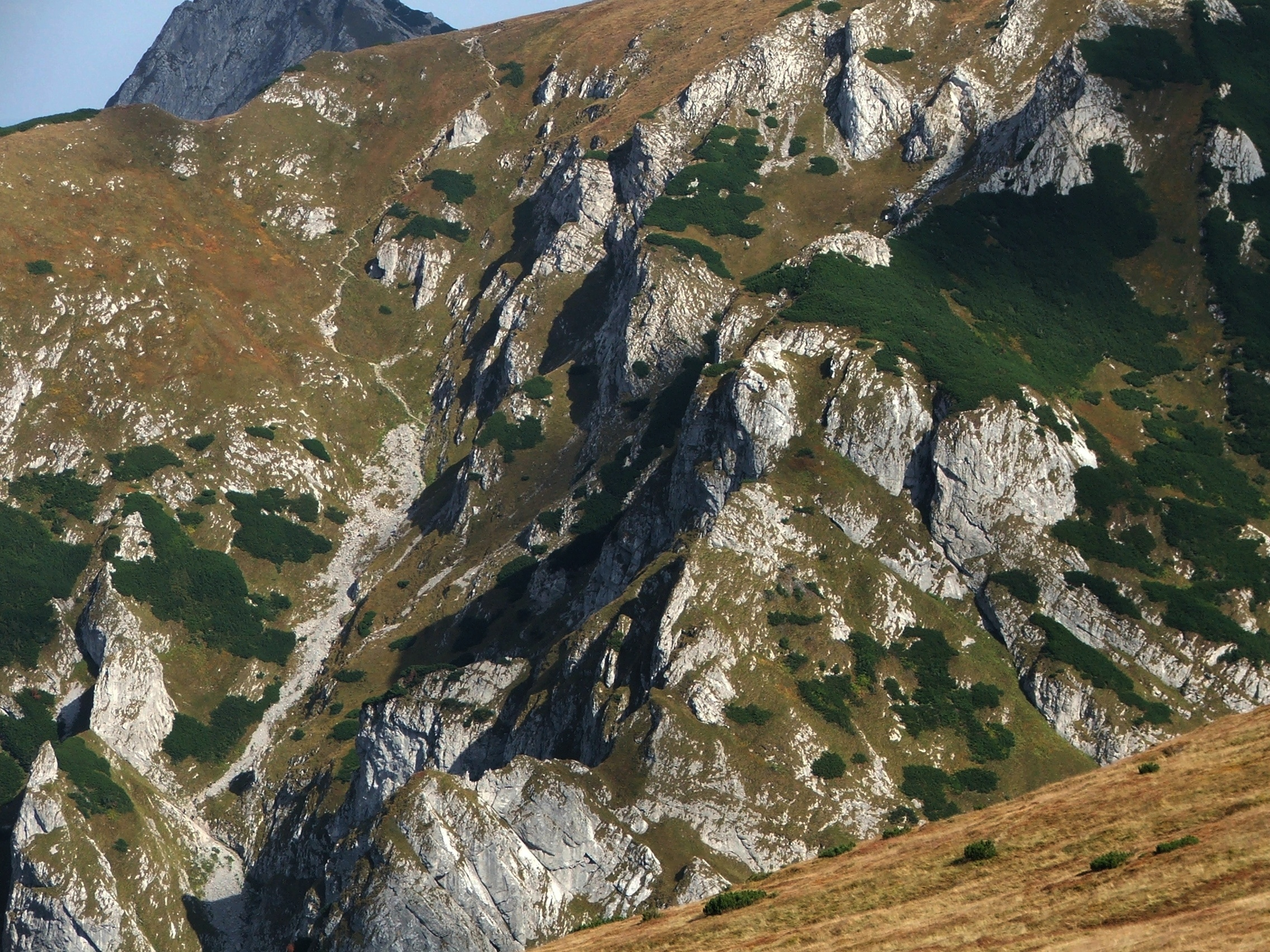
Kobylarzowy Żleb. Widok z północno-zachodniej grani Ciemniaka

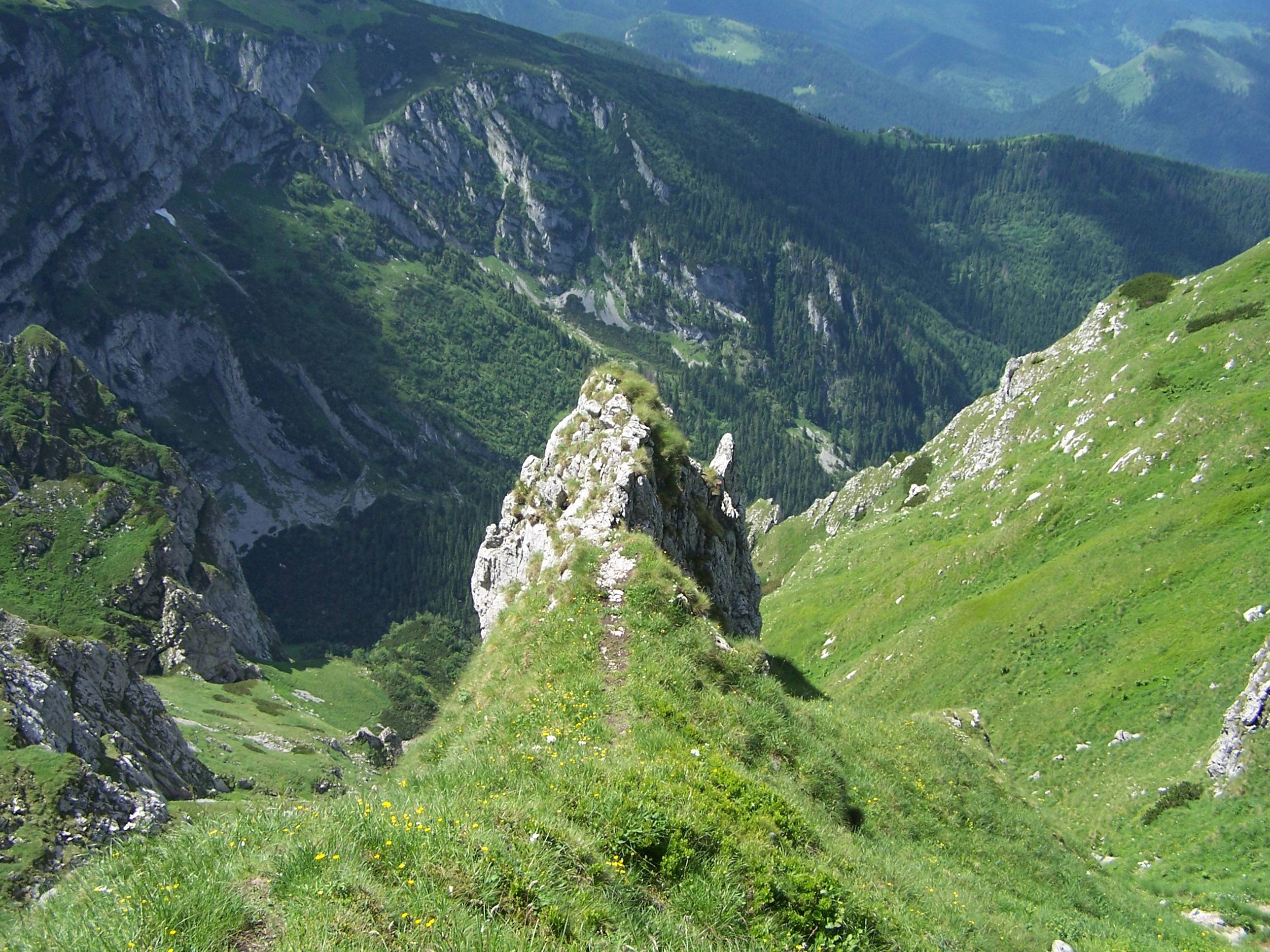
Kobylarzowy Żleb. Widok z Czerwonego Grzbietu

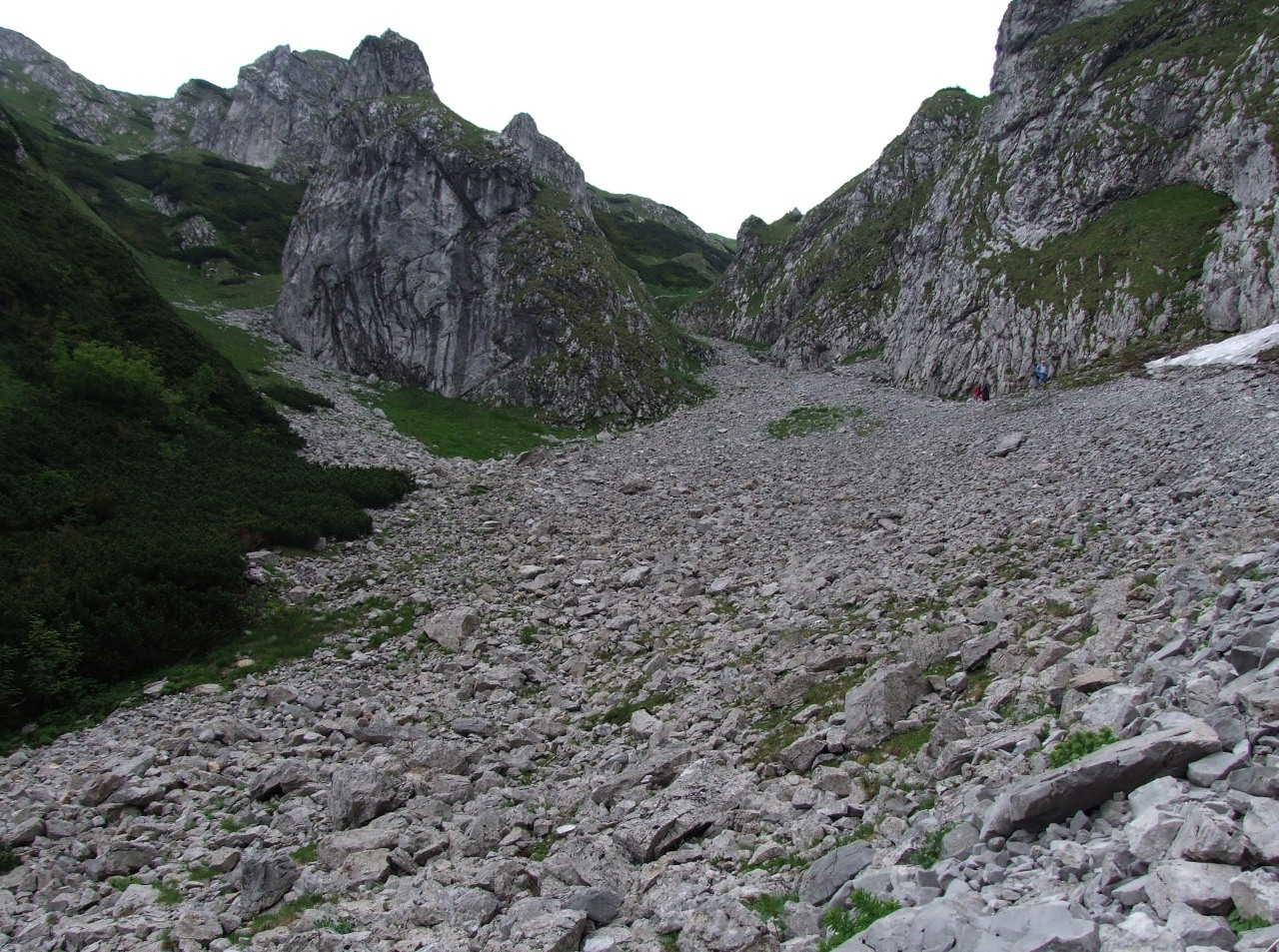
Kobylarzowy Żleb. Po lewej stronie Szary Żleb

Kobylarzowy Żleb (ok. 1420–1800 m n.p.m.) – głęboki żleb w Tatrach opadający w zachodnim kierunku z Czerwonego Grzbietu (z okolic Kobylarzowego Siodełka) do Doliny Miętusiej. Od południowej strony jego bardzo strome zbocza tworzą poszarpane turnie Litworowego Grzbietu zakończone Ratuszem Litworowym, od północy Kobylarzowa Turnia. Po północnej stronie z Kobylarzowej Turni opada do niego Szary Żleb tworzący boczne odgałęzienie. Kobylarzowy Żleb rozpoczyna się tuż obok polodowcowego kotła Wielkiej Świstówki. Jest głębokim wąwozem o stromych ścianach, wyciętych w przeszłości w skałach wapiennych przez język lodowca.
Wiosną obficie zakwitają tutaj typowe rośliny górskie, z których niektóre rosną tylko w Tatrach. Liczne kępy tworzy tu różeniec górski, len karpacki, skalnica dwuletnia, wiechlina alpejska, pojedynczymi kępkami rośnie rutewka orlikolistna, szczeliny skał porasta fiołek alpejski i jaskier alpejski. Całymi darniami występuje lepnica bezłodygowa tworząca poduszki i miniaturowe krzewinki szpalerowe płożące się po skałach – wierzba żyłkowana i alpejska, liczne gatunki skalnic i goryczek, powojnik alpejski, ostróżka tatrzańska i inne (w TPN wszystkie rośliny podlegają ochronie). Rosną tutaj także gnidosz Hacqueta, głodek kutnerowaty i traganek wytrzymały – rzadkie rośliny, w Polsce występujące tylko w nielicznych miejscach Tatr.
Przejście Kobylarzowego Żlebu sprawia pewne problemy. Stromo pnąca się w górę ścieżka prowadzi jego dnem zasypanym piargami i rumowiskiem kamiennym. Łatwo o poślizgnięcie się na drobnych piargach osuwających się pod butami, należy więc zachować szczególną ostrożność, zwłaszcza podczas schodzenia w dół. W jednym miejscu, 30 min. przed wyjściem na Czerwony Grzbiet, podejście jest bardzo strome. Pokonać trzeba 12-metrowej wysokości próg skalny ubezpieczony łańcuchem. W zimie żlebem schodzą lawiny, w jego dolnej części pod Litworowym Grzbietem zalega płat śniegu aż do lata. W środkowej części znajduje się jaskinia Szara Studnia, a w górnej Jaskinia w Kobylarzowym Żlebie i tuż przy samym szlaku jaskinia Studnia na Szlaku.

## Szlaki turystyczne
– niebieski szlak z wylotu Doliny Małej Łąki przez Przysłop Miętusi, Kobylarz, Kobylarzowy Żleb i Czerwony Grzbiet na szczyt Małołączniaka. Czas przejścia: 4 h, ↓ 3 h.